# Osek, Nova Gorica
Osek este o localitate din comuna Nova Gorica, Slovenia, cu o populație de 342 de locuitori.